# Egbert Brieskorn

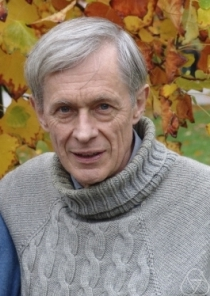
Egbert Brieskorn auf der Konferenz “Singularities and Computer Algebra” in Kaiserslautern, 2004

Egbert Valentin Brieskorn (* 7. Juli 1936 in Rostock; † 11. Juli 2013 in Bonn) war ein deutscher Mathematiker.

## Leben und Wirken
Brieskorn war Sohn eines Mühlenbau-Ingenieurs aus Ostpreußen. Er wuchs in Freudenberg (Siegerland) auf und studierte Mathematik und Physik in München und ab 1959 in  Bonn. 1963 wurde er in Bonn bei Friedrich Hirzebruch über Singularitäten promoviert (Zur differentialtopologischen und analytischen Klassifizierung gewisser algebraischer Mannigfaltigkeiten), gefolgt von der Habilitation 1968. Von 1969 bis 1973 war er ordentlicher Professor in Göttingen. Da er als aktiver Linker dort nicht mit seinen Kollegen zurechtkam und er dort außerdem von seiner Frau getrennt war, die beim Orchester des Westdeutschen Rundfunks in Köln war, gab er die Professur in Göttingen auf. 1973 bis 1975 war er am Sonderforschungsbereich Theoretische Mathematik in Bonn (seit 1980 Max-Planck-Institut für Mathematik). 1975 bis zur Emeritierung 2001 war er ordentlicher Professor in Bonn. Dazu kamen Auslandsaufenthalte u. a. am Massachusetts Institute of Technology (MIT) (wo er 1965 Moore-Instructor war) und am Institut des Hautes Études Scientifiques (IHES), wo er Kontakte zu Alexander Grothendieck hatte, an der Eidgenössischen Technischen Hochschule Zürich (ETH Zürich), der Universität Leiden, der Universität Oxford, der Universität Warwick, der Universität Liverpool und der Universität Nizza.
Brieskorn befasste sich mit der Geometrie von Singularitäten in der Differentialtopologie, bei holomorphen Abbildungen und in der algebraischen Geometrie, mit Zusammenhängen z. B. zu Dynkin-Diagrammen von Liegruppen, bestimmten endlichen Gruppen, Theorie der Zöpfe, exotischen Sphären (das heißt mit unterschiedlichen Differenzierbarkeitsstrukturen), Monodromiematrizen hypergeometrischer Differentialgleichungen.
Seit den siebziger Jahren engagierte er sich in der Friedensbewegung, seit den achtziger Jahren in der Umwelt- und Naturschutzbewegung. Er gründete mit seiner Frau eine Stiftung zum Schutz gefährdeter Schmetterlinge und verzichtete später auf ein Drittel seiner Stelle um sich dem Naturschutz zu widmen.
Brieskorn arbeitete am Editionsprojekt „Felix Hausdorff – Gesammelte Werke“ der Nordrhein-Westfälischen Akademie der Wissenschaften und der Künste mit. 1970 war er Invited Speaker auf dem Internationalen Mathematikerkongress in Nizza (Singular elements of semi-simple algebraic groups).
Zu seinen Doktoranden zählen Horst Knörrer, Erhard Scholz, Wolfgang Ebeling, Kyoji Saito und Gert-Martin Greuel.

## Ehrungen
- 2013: Verdienstkreuz am Bande der Bundesrepublik Deutschland

## Schriften (Auswahl)

### Bücher
- (mit Walter Purkert): Felix Hausdorff -- Biographie (Band IB der Hausdorff-Edition). Springer Nature, Heidelberg 2018, ISBN 978-3-662-56380-9.

- (Hrsg.): Felix Hausdorff: Gesammelte Werke. Springer, Berlin 2001 ff. (verantwortlich für die gesamte Edition)
- (Hrsg.): Felix Hausdorff zum Gedächtnis. Band I: Aspekte seines Werkes. (In memoriam Felix Hausdorff. Vol. I: Aspects of his work). Vieweg, Wiesbaden 1996, ISBN 3-528-06493-5. doi:10.1007/978-3-322-80276-7
- Lineare Algebra und analytische Geometrie. Band 3. Springer Spektrum, Wiesbaden, 2019, ISBN 978-3-658-25193-2.
- Lineare Algebra und analytische Geometrie. Band 2. Vieweg, Wiesbaden, 1985, ISBN 3-528-08562-2, doi:10.1007/978-3-322-83176-7.
- Lineare Algebra und analytische Geometrie. Band 1. Vieweg, Wiesbaden, 1983, ISBN 3-528-08561-4, doi:10.1007/978-3-322-83174-3.
- Die Milnorgitter der exzeptionellen unimodularen Singularitäten (= Bonner Mathematische Schriften, 150). Universität Bonn, Mathematisches Institut, Bonn 1983.
- (mit Horst Knörrer): Ebene algebraische Kurven. Birkhäuser Verlag, Basel u. a. 1981. ISBN 3-7643-3030-9 (Englische Übersetzung von John Stillwell: Plane algebraic curves. Birkhäuser Verlag, Basel u. a. 1986, Reprint 2012, ISBN 978-3-0348-0492-9, doi:10.1007/978-3-0348-0493-6)

### Aufsätze
- (mit Anna Pratoussevitch und Frank Rothenhäusler) The combinatorial geometry of singularities and Arnold’s series E, Z, Q. In: Moskau, Mathematical Journal, Vol 3, Number 2, 2003, S. 273–333.
- Gibt es eine Wiedergeburt der Qualität in der Mathematik? In: Wissenschaft zwischen Qualitas und Quantitas. Herausgegeben von Erwin Neuenschwander. Birkhäuser Verlag, Basel 2003, S. 234–410, doi:10.1007/978-3-0348-7994-1_12.
- Singularities in the work of Friedrich Hirzebruch. In: Surveys in differential geometry, S. 17–60, Surv. Differ. Geom., VII, Int. Press, Somerville MA, 2000. Papers dedicated to Atiyah, Bott, Hirzebruch and Singer. Edited by S.-T. Yau. Erschien auch in: The Founders of Index Theory: Reminiscences of Atiyah, Bott, Hirzebruch, and Singer. Edited by S.-T. Yau. International Press (2003), 169–2002.
- Gustav Landauer und der Mathematiker Felix Hausdorff. In: Gustav Landauer im Gespräch. Symposium zum 125. Geburtstag. Herausgegeben von Hanna Delf, Gert Mattenklott. In: Conditio Judaica, Band 18. Max Niemeyer Verlag, Tübingen 1997, ISBN 3-484-65118-0, S. 105–128.
- Automorphic sets and braids and singularities. In: Braids (Santa Cruz CA), 1986, S. 45–115, Contemp. Math., 78, Amer. Math. Soc., Providence RI, 1988.
- Rationale Singularitäten komplexer Flächen. In: Inventiones Mathematicae, Band 4, 1986, S. 336
- Die Milnorgitter der exzeptionellen unimodularen Singularitäten. In: Bonner Math. Schr., 150, 1983, 225 S.
- Milnor lattices and Dynkin diagrams. In: Singularities, Part 1 (Arcata CA), 1981, S. 153–165, Proc. Sympos. Pure Math., 40, Amer. Math. Soc., Providence RI, 1983.
- The unfolding of exceptional singularities. Leopoldina Symposium: Singularities (Thüringen, 1978). Nova Acta Leopoldina (N.F.) 52 (1981), no. 240, S. 65–93.
- Über die Dialektik in der Mathematik. In: M. Otte (Hrsg.): Mathematiker über Mathematik. Springer-Verlag, Berlin usw. 1974, S. 221–286, doi:10.1007/978-3-642-80866-1_9.
- Die Hierarchie der 1-modularen Singularitäten. In: Manuscripta Math., 27, 1979, no. 2, S. 183–219.
- Singularitäten. In: Jahresbericht DMV, Band 78, 1976, S. 93–112
- Die Fundamentalgruppe des Raumes der regulären Orbits einer endlichen komplexen Spiegelungsgruppe. In: Uspekhi Mat. Nauka, Band 30, No. 6, 1975, S. 147–151
- (mit G.-M. Greuel) Singularities of complete intersections. Manifolds. Tokyo 1973 (Proc. Internat. Conf., Tokyo, 1973), S. 123–129. Univ. Tokyo Press, Tokyo 1975.
- (mit Kyoji Saito) Artin-Gruppen und Coxeter-Gruppen. In: Matematika, Moskau, Band 18, No. 6, 1974, S. 56–79.
- Sur les groupes de tresses (d’après V. I. Arnold). In: Séminaire Bourbaki, 24ème année, 1971/1972, Exp. No. 401, S. 21–44 (französisch). Lecture Notes in Math., Vol. 317, Springer, Berlin 1973, doi:10.1007/BFb0069274.
- Vue d’ensemble sur les problèmes de monodromie. Singularités à Cargèse (Rencontre sur les Singularités en Géométrie Analytique, Inst. Études Sci. de Cargèse, 1972), S. 393–413. Asterisque Nos. 7 et 8, Soc. Math. France, Paris 1973 (französisch).
- (mit Kyoij Saito) Artin Gruppen und Coxeter Gruppen. In: Inventiones Math., Band 17, 1972, S. 245
- Singular elements of semi-simple algebraic groups. In: Actes du Congrès International des Mathématiciens (Nice, 1970), Tome 2, S. 279–284. Gauthier-Villars, Paris 1971.
- Die Monodromie der isolierten Singularitäten von Hyperflächen. In: Mathematika, Moskva, 15, No. 4, 1971, S. 130–160.
- Die Fundamentalgruppe des Raumes der regulären Orbits einer endlichen komplexen Spiegelungsgruppe. (PDF) In: Inventiones Mathematicae, Band 12, 1971, S. 57
- Die Monodromiegruppe der isolierten Singularitäten von Hyperflächen. In: Manuscripta Mathematica, Band 2, 1970, S. 103–161
- mit A. van de Ven: Some complex structures on products of homotopy spheres. In: Topology, 7, 1968, S. 389–393.
- Die Auflösung von rationalen Singularitäten holomorpher Abbildungen. (PDF) In: Mathematische Annalen, Band 178, 1968, S. 255
- Examples of singular normal complex spaces which are topological manifolds. In: Proc. Nat. Acad. Sci. U.S.A., 55, 1966, S. 1395–1397.
- Beispiele zur Differentialtopologie der Singularitäten. In: Inventiones Mathematicae, Band 2, 1966, S. 1
- Über die Auflösung von gewissen Singularitäten holomorpher Abbildungen. (PDF) In: Mathematische Annalen, Band 166, 1966, S. 76
- Über holomorphe {\displaystyle P_{n}}-Bündel über {\displaystyle P_{1}}. In: Math. Ann., 157, 1965, S. 343–357.
- Ein Satz über die komplexen Quadriken. In: Math. Ann., 155, 1964, S. 184–193.